# Else Bergová
Else Bergová, nizozemsky Else Berg (19. února 1877 Ratiboř – 19. listopadu 1942 Osvětim) byla holandská malířka a grafička polsko-německého židovského původu, spojená s Bergenskou školou. 

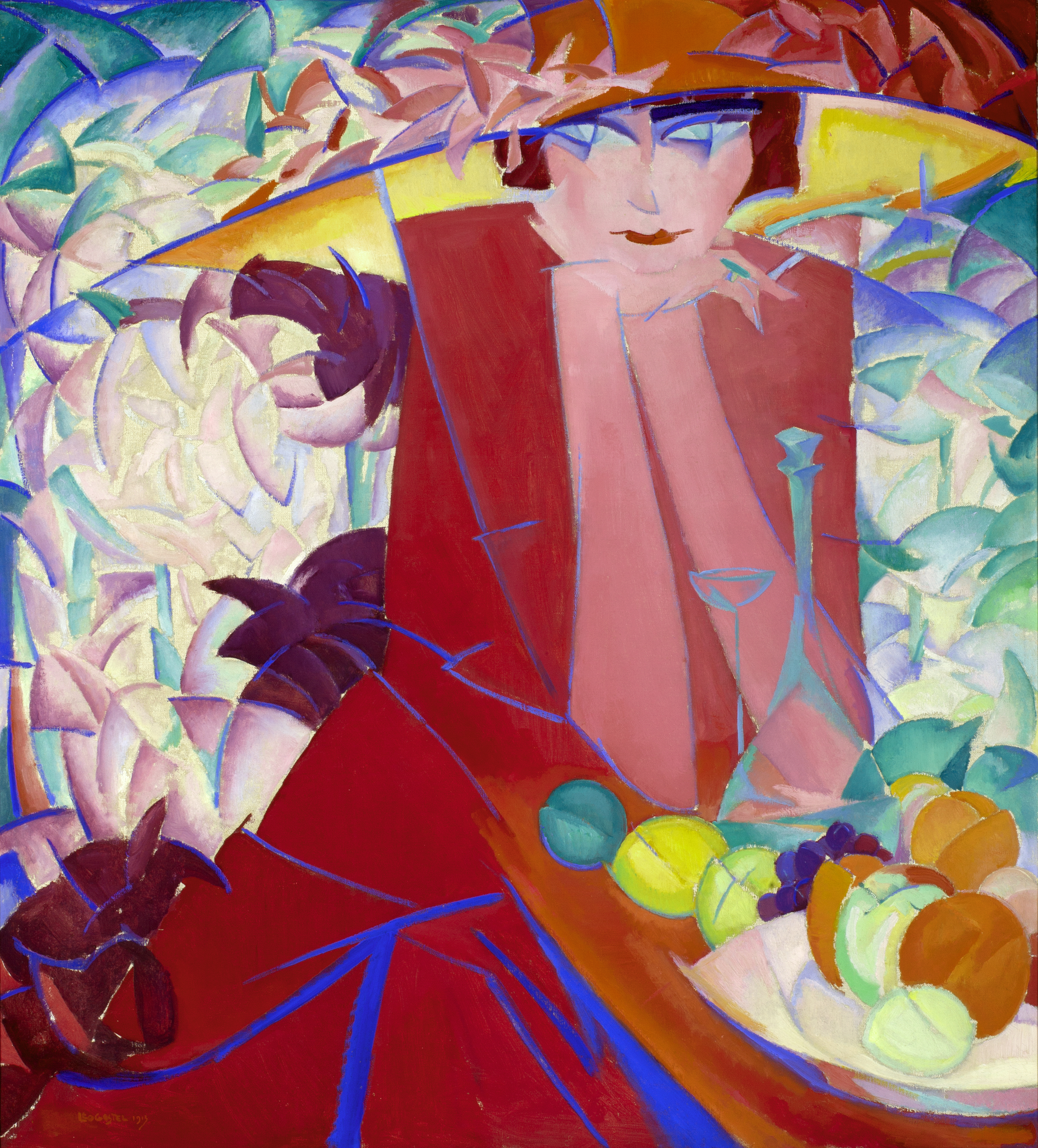
Leo Gestel, Portrét Else Bergové

## Životopis
Narodila se jako nejmladší dítě v rodině polského židovského majitele továrny na cigarety Jakoba Berga a jeho německé manželky Lydie Creutzbergerové. V roce 1895 začala studovat malbu na Královské akademii umění v Antverpách. Od roku 1900 jí otec zaplatil studium malířství na Akademii výtvarných umění v Berlíně u prof. Arthura Kampfa. V Berlíně potkala holandského židovského malíře Samuela Lesera Schwarze, zvaného Mommie Schwarz. V roce 1911 s ním odjela do Nizozemí, kde se stala členkou Bergenské umělecké školy. Dále studovala v Paříži u Henriho Le Fauconniera.
V roce 1920 se provdala za Mommieho Schwarze a žila s ním v Amsterdamu. Přátelili se s holandskými malíři Pietem Mondrianem a malířkou Charley Tooropovou, dcerou malíře Jana Tooropa.. Společně podnikali umělecké cesty na u, do zemí bývalé Jugoslávie, Turecka a Španělska. 
Na začátku nacistické okupace Nizozemska oba odmítli nosit Davidovu hvězdu a nějaký čas se ukrývali v Baambrugge. Po prozrazení úkrytu byli uvězněni v koncentračním táboře Westerbork, odkud byli deportováni do Osvětimi a tam 19. listopadu 1942 zavražděni.

## Dílo
Práce Else Bergové vykazuje vliv kubismu, uminismu, temné barvy portrétů prozrazují zase vliv Bergenské školy, a expresionismu berlínské skupiny Der blaue Reiter. Zahrnuje malbu portrétů, postav, krajiny, aktů i zátiší. Mnoho z jejích děl je shromážděno v městském muzeu v u.

## Galerie

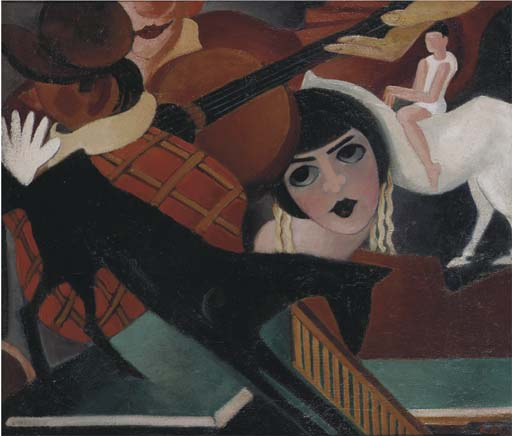
Cirkus a kytara
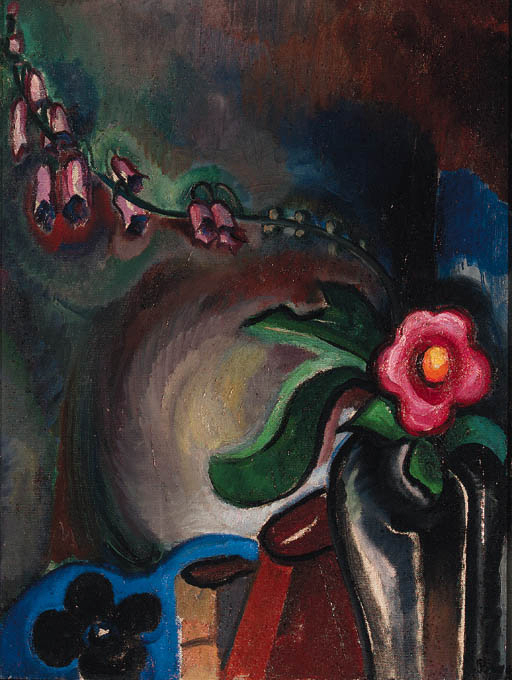
Zátiší s květinami
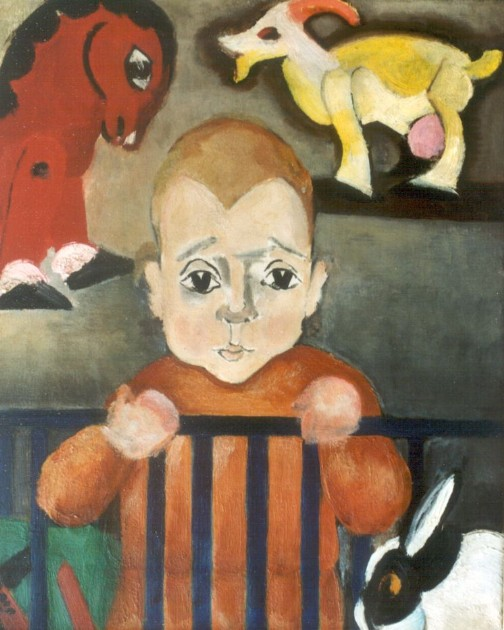
Chlapec a hračky (kolem 1930)
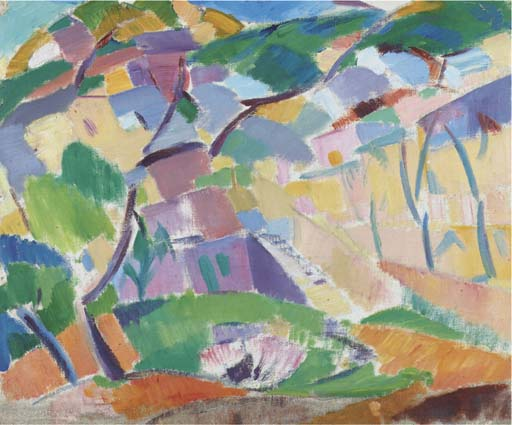
Mallorca
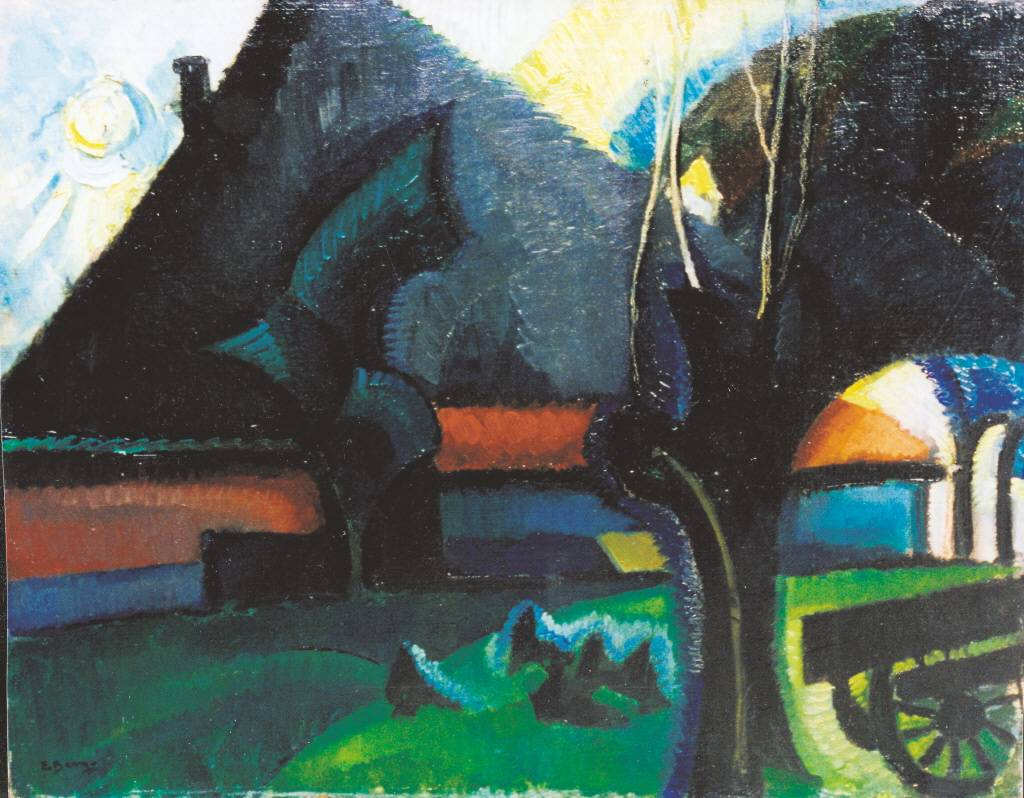
Schoorl
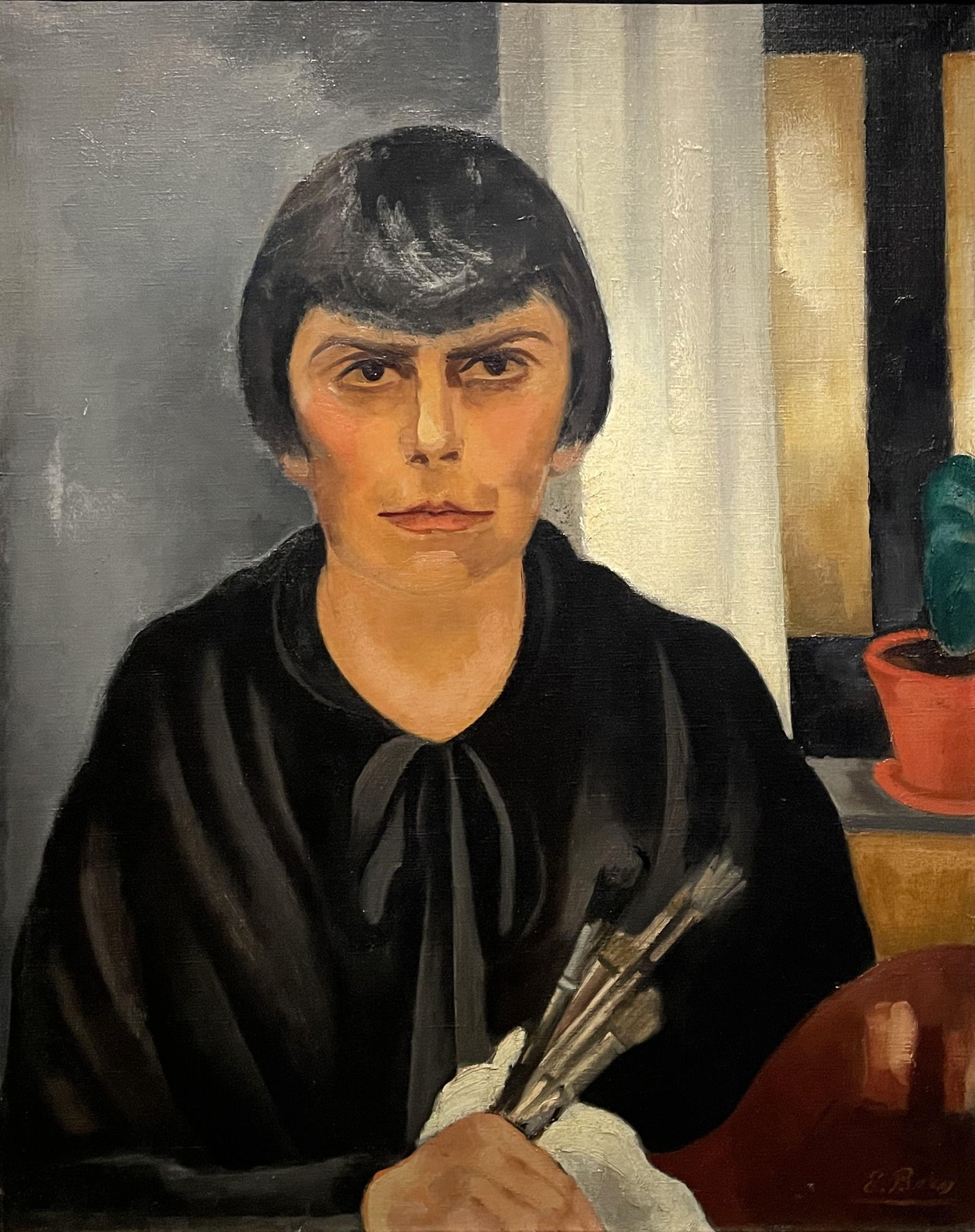
Portrét, kolem 1930
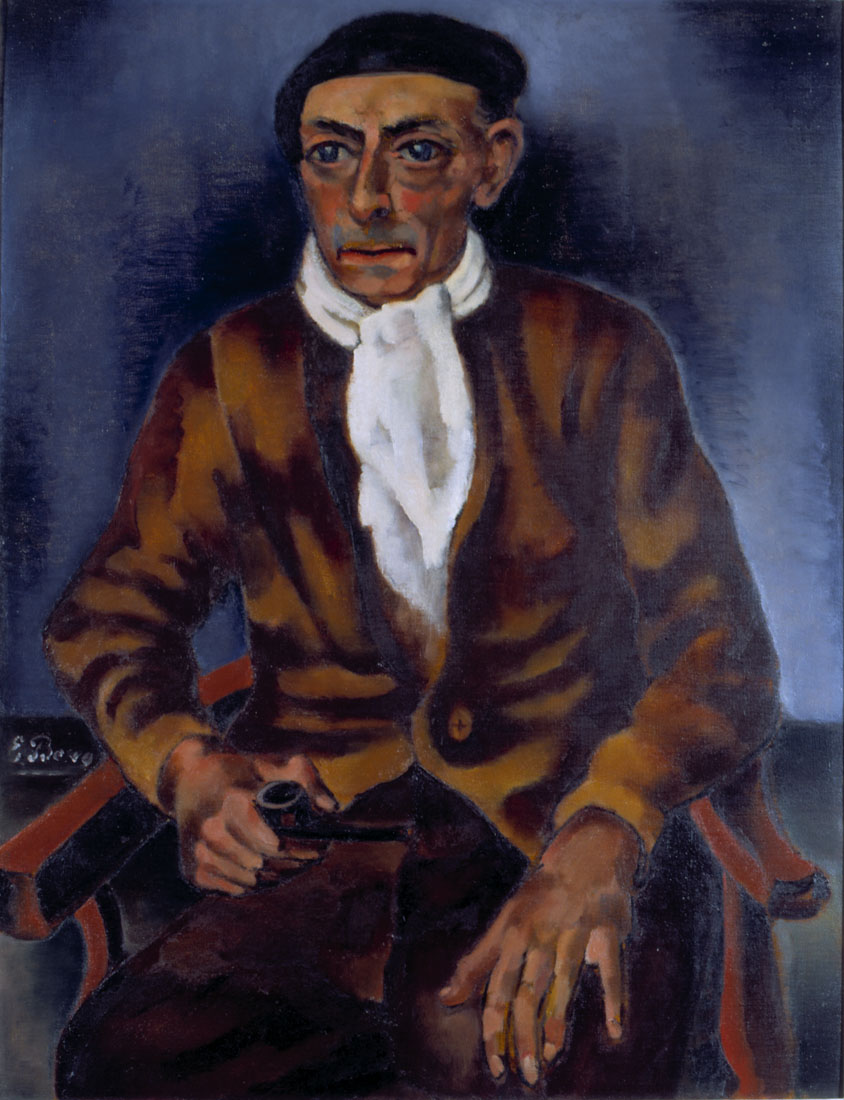
Mommie Schwarz(1936)